# Relações entre Bélgica e República Democrática do Congo
As relações entre Bélgica e Congo referem-se às relações entre a Bélgica e a República Democrática do Congo. As relações tiveram inicio com a exploração do rio Congo por Henry Morton Stanley.

## História
Após a expedição de Stanley ao Congo, o Rei Leopoldo II inicialmente governou o Congo como sua propriedade pessoal após a Conferência de Berlim. Em 18 de outubro de 1908, o parlamento belga votou para anexar o Congo;  em 15 de novembro de 1908, Leopoldo renunciou formalmente ao controle pessoal sobre o estado para a Bélgica, formando o Estado Livre do Congo. Durante o período do Estado Livre, o Congo tinha a reputação de ter sido brutalizado por uma dura política econômica que implicava quotas de produção de borracha a serem atendidas pelo trabalho forçado. Outras culturas também foram cultivadas no Congo. 

## Laços políticos
Depois de cinquenta anos de independência do Congo, a visita do rei belga Alberto II foi alvo de polêmica, já que o irmão do rei, Balduíno, teria sido ligado ao assassinato de Patrice Lumumba e a família de Lumumba procurou processar doze belgas alegando que a tortura e o assassinato de Lumumba constituíam crimes de guerra.
Em meio a outras controvérsias, o ministro da Comunicação do Congo Lambert Mende Omalanga descreveu uma "atitude inaceitável da classe política belga de considerar os problemas congoleses como assuntos internos de seu país", na sequência de tais alegações como "caso muito bizarro de um convite puramente imaginário de soldados belgas para participar do desfile militar em Kinshasa", entre outros. Ele então disse que "as relações entre colonizador para colonizado acabaram". O ministro belga da Cooperação para o Desenvolvimento, Charles Michel, manifestou-se surpreso com as observações e exigiu respeito pela Bélgica.
Durante uma visita de uma delegação do gabinete belga em 2008 ao Congo, o presidente Joseph Kabila afirmou não apreciar uma mensagem trazida pela equipe no que diz respeito a questões de direitos humanos. Kabila disse: "A Bélgica deve fazer uma escolha sobre o tipo de relacionamento que quer ter com a República Democrática do Congo. Tem uma escolha entre ter boas relações como parceiros em um relacionamento maduro com um Estado soberano e independente ou um relacionamento mestre-escravo. Vou tomar nota que cada vez que uma delegação belga é liderada pelo ministro das Relações Exteriores; é com muita arrogância, como se os nossos visitantes viessem aqui para nos ensinar. Isso é inaceitável. O Congo nunca vai aceitar isso, definitivamente eu não."